# Luisa Lambri
Luisa Lambri (Cantù, 1969) è una fotografa e videoartista italiana.

## Biografia
Luisa Lambri si è laureata alla facoltà di Lingue e letterature straniere presso l'Università degli Studi di Milano e al DAMS di Bologna.
Nel 1996 alcune sue prime opere sono state scelte dal curatore Luca Beatrice per la collettiva Scatti all'Associazione culturale Es di Torino.
Nel 1996 ha partecipato alla XII Quadriennale nazionale d'arte di Roma e alla serie Partito Preso alla Galleria nazionale d'arte moderna e contemporanea di Roma.
Nel 1998 è stata artista residente al Nordic Institute of Contemporary Art di Helsinki nel quale ha presentato Blind Room dedicata alle architetture di Alvar Aalto.
Nel 1999 era una delle cinque artiste che hanno rappresentato l'Italia alla XLVIII Esposizione internazionale d'arte di Venezia, premiate con il Leone d'oro.
È stata artista residente al Center for Contemporary Art di Kitakyushu nel 1999-2000, all'International Artists' Studio Programme in Sweden di Stoccolma nel 2000-2001, al MAK Center for Art and Architecture di Los Angeles nel 2002, al Colecção Teixeira de Freitas di Rio de Janeiro nel 2003, all'Isabella Stewart-Gardner Museum di Boston nel 2008.
Lambri ha partecipato alla 50ª Biennale Arte di Venezia (2003), alla 9ª Mostra internazionale di architettura di Venezia (2004) e alla 12ª Mostra internazionale di architettura di Venezia (2010); alla 14ª Quadriennale di Roma (2005) e alla 17ª Quadriennale di Roma (2020); alla Biennale di Liverpool (2010), alla 9ª Biennale di Shanghai (2012), alla Biennale di architettura di Chicago (2017), alla Triennale di Cleveland d'arte contemporanea (2018).
La sua prima personale negli Stati Uniti è stata all'Istituto di arti visive dell'Università del Wisconsin-Milwaukee nel 1999 e la sua prima personale in Gran Bretagna alla Kettle's Yard dell'Università di Cambridge nel 2000.
Nel 2004 Menil Collection di Houston ha organizzato la sua prima antologica.
Nel 2006 è stata con il brasiliano Ernesto Neto al Carnegie Museum of Art di Pittsburgh, all'Isabella Stewart Gardner Museum di Baltimora nel 2007.
Nel 2010 l'Hammer Museum di Los Angeles ha organizzato una retrospettiva delle sue fotografie incentrate sugli architetti della West Coast.
Nel 2017 ha presentato le sue opere con il fotografo Bas Princen al Met Breuer di New York.
Nel 2021 ha presentato Autoritratto, ampia personale ospitata al Padiglione d'arte contemporanea di Milano.
Nel 2024 ha presentato L'Esprit Nouveau ad Arte Fiera di Bologna, nel quale collegava due edifici simbolo dell'architettura bolognese degli anni settanta: la chiesa di Santa Maria Assunta a Riola di Vergato, l'unica opera permanente di Alvar Aalto in Italia (1976), e il Padiglione dell'Esprit Nouveau, copia filologicamente accurata di un'architettura effimera di Le Corbusier del 1925, costruita nel 1977 all'ingresso del quartiere fieristico bolognese.

## Opere
Lambri, che si concentra principalmente sull'architettura residenziale, lavora in serie, dedicando spesso diversi anni alla ricerca di un singolo edificio o di un singolo architetto, come è stato per il razionalista Giuseppe Terragni sul quale ha realizzzato il film in 16 mm Senza titolo (Soli-Trac) dedicato alla Casa del Fascio e all'Asilo Sant'Elia di Como.
Concentrandosi principalmente nella fotografia e occasionalmente nella videoarte, il lavoro di Lambri è caratterizzato dall'impegno in un ampio ventaglio di temi che ruotano attorno alla condizione umana e al suo rapporto con lo spazio, come la politica della rappresentazione, la storia della fotografia astratta, il femminismo, il modernismo, l'identità e la storia.
Considerando il modernismo come una costruzione socio-culturale prevalentemente maschile, Lambri cattura le case e gli spazi di architetti maschi affermati con uno sguardo femminile decostruttivo. Le sue opere considerano i concetti sociali di spazio, luogo e genere come relazionali e come frutto di demarcazione. Genere e spazio sono il risultato temporaneo di uno sviluppo dell'attribuzione che forma e riproduce strutture. La pratica di Lambri sta nella delocalizzazione per contrastare i principi strutturali della società.
Invece di rappresentare interi edifici (di architetti come Alvar Aalto, Mies van der Rohe, Marcel Breuer, Richard Neutra, Oscar Niemeyer, Luis Barragán, Le Corbusier, Frank Lloyd Wright, John Lautner, Rudolph Schindler, Giuseppe Terragni e altri), l'artista italiana si concentra sui dettagli, in particolare finestre, armadi, porte e spesso le luci.
Lambri ha affermato che le sue astrazioni non rappresentano gli spazi fisici effettivi che fotografa ma piuttosto presentano l'esperienza di trovarsi negli spazi e di essere definiti e riflessi sia dal peso fisico che da quello ideologico delle strutture.
Formalmente le opere si presentano come composizioni astratte, liriche e sobrie, di linee e griglie, che occasionalmente permettono a materiali organici – non addomesticati – come piante o fiori, di prendere il sopravvento sulle forme rigide. Le fotografie minimaliste rimandano alla pittura geometrica astratta dei primi del Novecento, evocando situazioni di trascendenza e spiritualità.
I suoi lavori traggono ispirazione da pionieri della fotografia come Paul Strand, Edward Weston o Tina Modotti e da artisti più contemporanei come Cindy Sherman o Vija Celmins.
Suoi riferimenti frequenti sono il movimento «Light and Space» della California meridionale, l'arte neo-concreta brasiliana e il minimalismo; Lambri cita Gina Pane, Cindy Sherman e Francesca Woodman come influenze importanti.
Nel 2016 si è concentrata su una serie di fotografie basate sul lavoro dell'architetto paesaggista brasiliano Roberto Burle Marx in occasione della retrospettiva che il Jewish Museum di New York gli ha dedicato.
Nel 2021 ha presentato al Padiglione d'arte contemporanea di Milano le sue fotografie basate sui lavori di Lygia Clark, Donald Judd e Robert Irwin.
Dal 2000 Lambri è strettamente associata al lavoro degli architetti giapponesi Kazuyo Sejima, direttrice della 12ª Mostra internazionale di architettura di Venezia, e Ryue Nishizawa dello studio di architettura SANAA. L'artista lombarda ha fotografato la maggior parte degli edifici realizzati da SANAA e ha dedicato numerose mostre al loro lavoro.

## Collezioni
Le sue opere si trovano nelle collezioni di vari musei internazionali:
- San Francisco Museum of Modern Art
- Solomon R. Guggenheim Museum di New York
- Museum of Contemporary Art di Los Angeles
- Colección Fundación Arco di Madrid
- Fondazione Sandretto Re Rebaudengo di Torino
- Galleria nazionale d'arte moderna e contemporanea di Roma
- Hara Museum of Contemporary Art di Tokyo
- Kanazawa Museum for the 21st Century
- Rose Art Museum, Brandeis University
- J. Paul Getty Museum di Los Angeles
- Baltimore Museum of Art
- Contemporary Art Center Inhotim, Brasile
- MAXXI - Museo nazionale delle arti del XXI secolo
- Museo d'arte moderna di Bologna